# Blaž (album)
Blaž (in russo: Я тебя люблю; in italiano: Ti amo) è il primo album in studio del cantautore russo Nikolaj Noskov, pubblicato nel 1998.
I brani del disco sono tutti scritti dallo stesso Noskov.

## Tracce
1. Я тебя люблю (Ja tebja ljublu) – 4:07
2. Я не модный (Ja nemodnij) – 3:41
3. Дай мне шанс (Daj mne shans) – 5:00
4. Мой друг (Moj drug) – 4:51
5. Сердца крик (Serdca krik) – 4:29
6. На Руси (Na Rusi) – 5:09
7. Блажь (Blaž) – 3:44
8. Солнце (Solntse) – 3:53
9. Лунный танец (Lunnij tanets) – 4:06
10. Ты не сахар (Ti ne sahar) – 4:56

## Formazione
- Dmitrij Ginzburg - accordi
- Aleksej Bogoljubov - basso
- Andrew Šatunovskij, Jurij "Hen" - batteria
- Dmitrij Četvergov, Lev Trejvicer - tastiera